# Sinagoga de Trondheim
La Sinagoga de Trondheim (en noruec: Synagogen i Trondheim) es troba en la ciutat de Trondheim, a Noruega, i té la distinció de ser la segona sinagoga més septentrional del món (només la sinagoga de Fairbanks, a Alaska està més al nord). La present sinagoga ha servit a la comunitat jueva des de la seva inauguració el 13 d'octubre de 1925. La nova sinagoga va ser construïda per reemplaçar a l'antiga sinagoga de Trondheim, la sinagoga de Santa Jørgensveita, que va ser inaugurada en 1899.